# Södermanlands runinskrifter 331
Södermanlands runinskrifter 331 är ett runblock som står i Skämby i Åkers socken.

## Inskrift
Translitterering av runraden:
biriʀ · auk · -(u)(l)ma · litu · kera · mari · þisa · at · hulma ·· sun · sin · koþan · hulmnui · tutr sia · kuþ · hialbi · s(i)(l)u · þaiʀa
Normalisering till runsvenska:
Birgiʀ(?)/Byriʀ(?) ok [H]olma letu gærva mærki þessa at Holma, sun sinn goðan, Holmvi, dottur sina. Guð hialpi salu þæiʀa!
Översättning till nusvenska:
Birger(?) och Holma lät göra dessa märken efter Holme, sin gode son, (och efter) Holmvi, sin dotter. Gud hjälpe deras själ.